# Tumba de los Carros

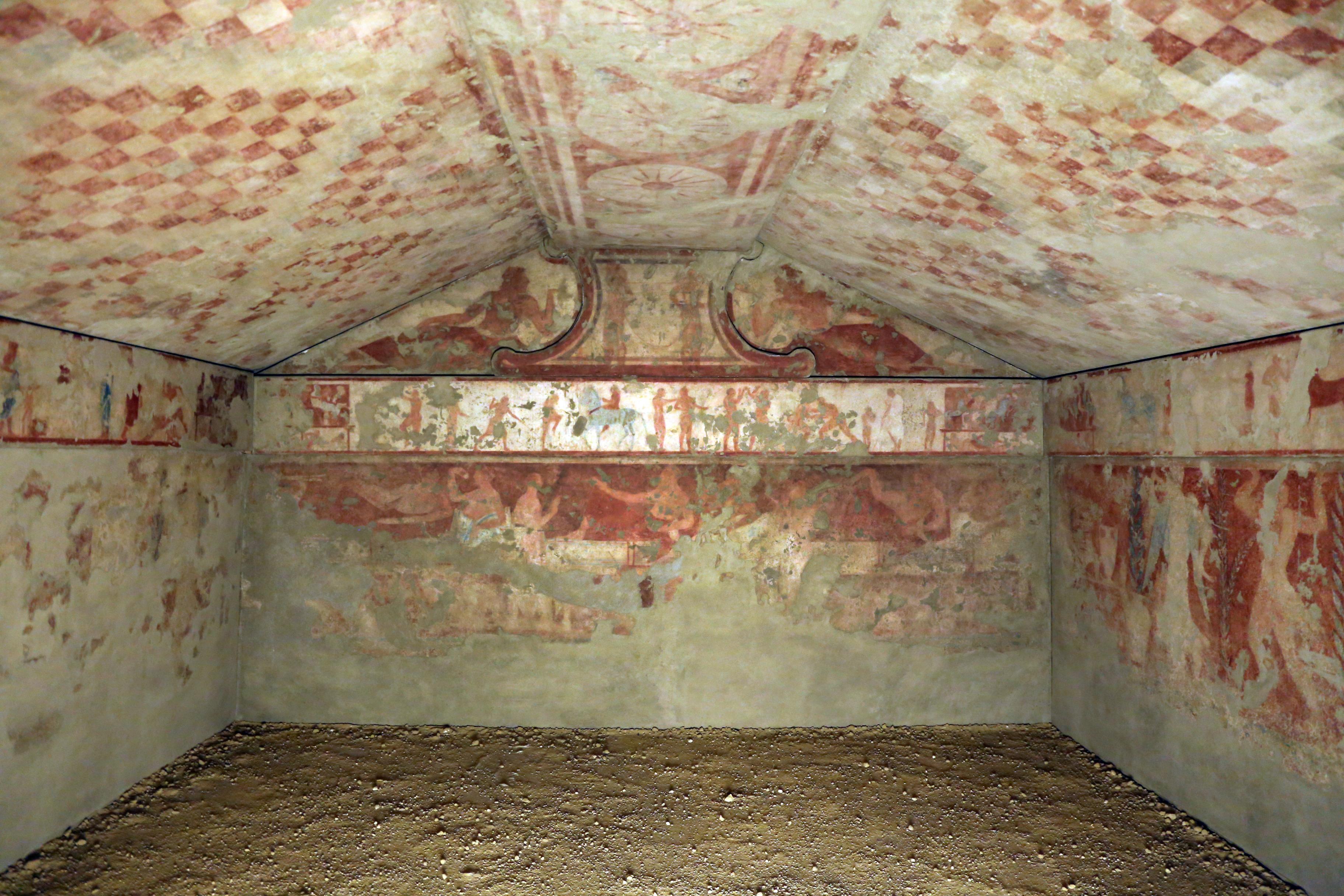
Pared trasera de la tumba

La Tomba delle Bighe ("Tumba de los Carros") es una tumba etrusca en la necrópolis de Monterozzi de Tarquinia. Fue descubierta por Otto Magnus von Stackelberg en 1827 y fue inicialmente conocida como Tomba Stackelberg. La tumba contiene pinturas murales realizadas alrededor del año 490 a. C. Recibió su nombre actual por un detalle de estas pinturas. La tumba constaba de una cámara subterránea, cuyas paredes y techo estaban pintados. Las pinturas se encuentran en el Museo Arqueológico Nacional de Tarquinia desde 1949 y se han desvanecido mucho desde su descubrimiento. Se consideran extremadamente originales e innovadoras. Muchos detalles de las pinturas solo pueden reconocerse hoy en día en dibujos antiguos, especialmente de Carlo Ruspi (ahora conservados en el Instituto Arqueológico Alemán en Roma).

## Descripción

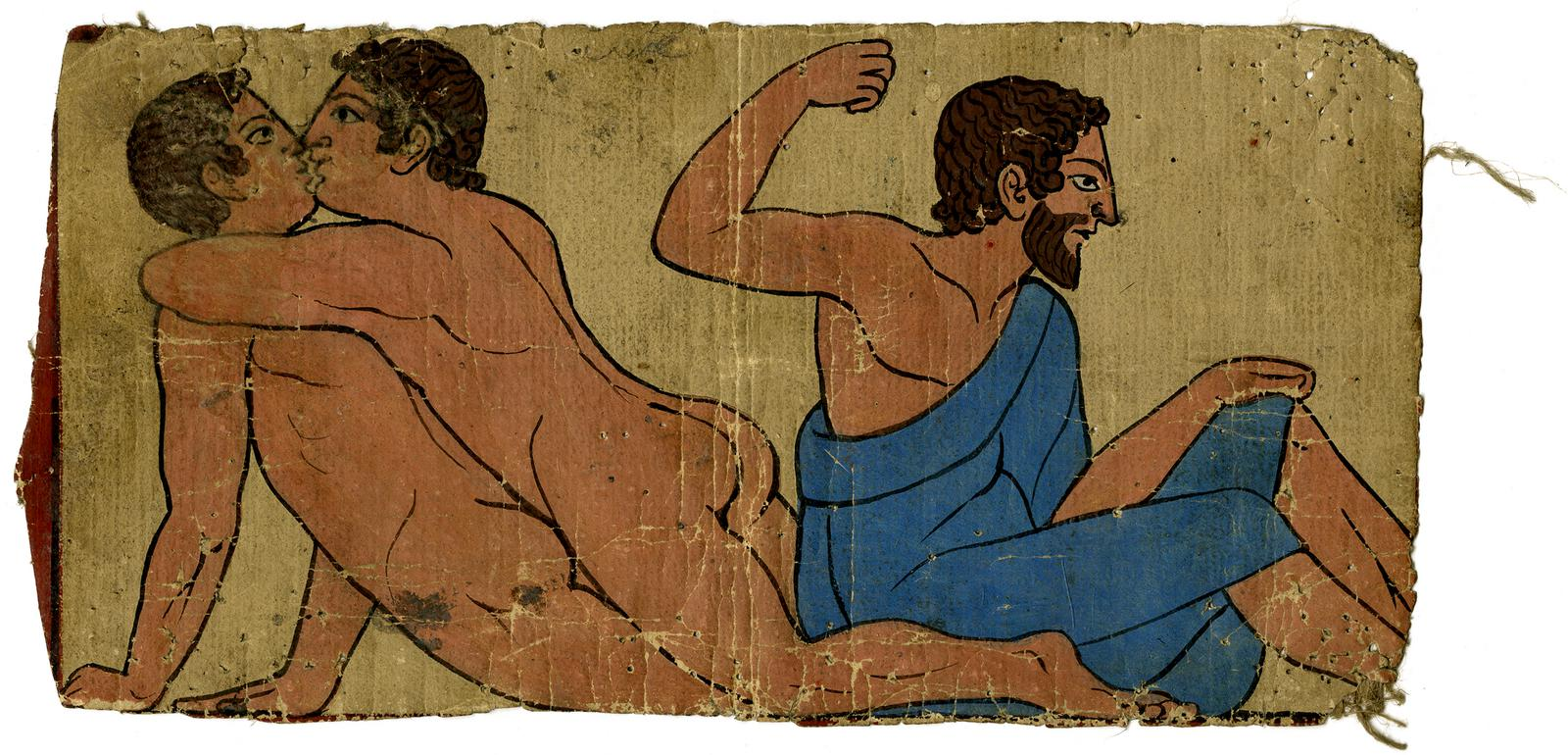
Dibujo en el Museo Británico que reproduce uno de los frescos de la Tumba de los Carros. Representa dos amantes masculinos practicando el coito detrás de un hombre barbado.

Las paredes de la tumba tienen dos frisos pintados. Las paredes principales muestran grandes pinturas sobre un fondo rojo. Encima hay un friso estrecho sobre un fondo blanco. En estas se muestran actividades deportivas, como carreras de carros, lucha libre y puñetazos, salto de longitud, equitación, pero también lanzamiento de disco y jabalina. Representan el ciclo mural más largo de competiciones deportivas en el arte etrusco. Estilísticamente, a menudo se asocian con la pintura de jarrones áticos, mientras que las pinturas de la zona principal se consideran auténticas etruscas.
En el frontón de la pared trasera se puede ver un pilar de soporte pintado en el medio. En este se representa una gran crátera. A su izquierda y derecha hay sirvientes. En cada una de las esquinas del hastial yace un hombre con un cuenco para beber el vino que sirven los sirvientes. Los atletas se muestran en la raya debajo del frontón. En los lados cortos del friso se pueden ver gradas de espectadores. Los espectadores se sientan en bancos, debajo de los cuales se representan grupos realizando actos eróticos, incluido el coito homosexual. La escena principal muestra un banquete cuyos participantes están acostados sobre klines. Estas escenas de banquetes son típicas de numerosas tumbas etruscas en Tarquinia de años posteriores. Aquí se atestigua por primera vez. En la pared de la derecha se pueden ver figuras bailando y haciendo música. La pared izquierda, que ahora está muy dañada, originalmente también mostraba bailarines y músicos en el campo principal.

## Galería
|                                         |
| Pared izquierda (bastante deteriorada). |

|                |
| Pared derecha. |

|                                  |
| Juegos fúnebres, parte superior. |

|                                  |
| Juegos fúnebres, parte inferior. |

|                                                                    |
| Simposio con músicos, incluido flautista con tutulus en la cabeza. |

|                                                                     |
| Amantes masculinos. Dibujo que reproduce un detalle de los frescos. |